# Флинтбек
Флинтбек (њем. Flintbek) општина је у њемачкој савезној држави Шлезвиг-Холштајн. Једно је од 165 општинских средишта округа Рендсбург. Према процјени из 2010. у општини је живјело 7.210 становника. Посједује регионалну шифру (AGS) 1058053.

## Географски и демографски подаци
Флинтбек се налази у савезној држави Шлезвиг-Холштајн у округу Рендсбург. Општина се налази на надморској висини од 50 метара. Површина општине износи 17,6 km². У самом мјесту је, према процјени из 2010. године, живјело 7.210 становника. Просјечна густина становништва износи 410 становника/km².

## Међународна сарадња
| Мјесто | Држава  | Врста сарадње | Од    |
| ------ | ------- | ------------- | ----- |
|        | Италија | партнерство   | 1985. |
| Извор  |         |               |       |